# Gyrophaena criddlei
Gyrophaena criddlei är en skalbaggsart som beskrevs av Thomas Casey 1911. Gyrophaena criddlei ingår i släktet Gyrophaena och familjen kortvingar. Inga underarter finns listade i Catalogue of Life.